# Grubenkarspitze
Grubenkarspitze är en bergstopp i Österrike.   Den ligger i distriktet Innsbruck-Land och förbundslandet Tyrolen, i den västra delen av landet, 400 km väster om huvudstaden Wien. Toppen på Grubenkarspitze är 2 663 meter över havet, eller 340 meter över den omgivande terrängen. Bredden vid basen är 4,3 km.
Terrängen runt Grubenkarspitze är huvudsakligen bergig. Runt Grubenkarspitze är det ganska tätbefolkat, med 58 invånare per kvadratkilometer.. Närmaste större samhälle är Innsbruck, 16,2 km sydväst om Grubenkarspitze. 
Trakten runt Grubenkarspitze består i huvudsak av gräsmarker.